# Matriu ampliada
En àlgebra lineal, una matriu ampliada (o matriu augmentada) és una matriu obtinguda afegint les columnes de dues matrius donades, habitualment amb el propòsit de realitzar les mateixes operacions elementals de fila en cadascuna de les matrius donades.
Donades les matrius A i B, on
{\displaystyle A={\begin{pmatrix}1&3&2\\2&0&1\\5&2&2\end{pmatrix}},\quad B={\begin{pmatrix}4\\3\\1\end{pmatrix}},}
la matriu ampliada (A|B) s'escriu com
{\displaystyle (A|B)=\left({\begin{array}{ccc|c}1&3&2&4\\2&0&1&3\\5&2&2&1\end{array}}\right).}
Aquesta notació és útil en la resolució de sistemes d'equacions lineals.
Donat un nombre d'incògnites, el nombre de solucions d'un sistema d'equacions lineals depèn únicament del rang de la matriu que representa el sistema i del rang de la matriu ampliada corresponent. Més concretament, i segons el Teorema de Rouché-Frobenius, tot sistema d'equacions lineals és incompatible (no té solucions) si el rang de la matriu ampliada és més gran que el rang de la matriu de coeficients. Si, en canvi, els rangs d'aquestes dues matrius són iguals, llavors el sistema té almenys una solució. La solució és única si i només si el rang coincideix amb el nombre de variables. Altrament, la solució general té k paràmetres lliures, on k és la diferència entre el nombre de variables i el rang. En tal cas, existeix un nombre infinit de solucions.
També es pot utilitzar el concepte de matriu ampliada per trobar la inversa d'una matriu, tot combinant-la amb la matriu identitat.

## Com trobar la inversa d'una matriu
Sigui C la matriu 2×2
{\displaystyle C={\begin{pmatrix}1&3\\-5&0\end{pmatrix}}.}
Per trobar la inversa de C, hom pot crear la matriu ampliada (C|I), on I és la matriu identitat 2×2. Llavors es redueix la part de (C|I) corresponent a C fins a obtenir la matriu identitat, utilitzant només operacions elementals de fila sobre (C|I).
{\displaystyle (C|I)=\left({\begin{array}{cc|cc}1&3&1&0\\-5&0&0&1\end{array}}\right)}
{\displaystyle (I|C^{-1})=\left({\begin{array}{cc|cc}1&0&0&-{\frac {1}{5}}\\0&1&{\frac {1}{3}}&{\frac {1}{15}}\end{array}}\right)}
La part dreta de la matriu obtinguda és la inversa de la matriu original.

## Existència i nombre de solucions
Consideri's el sistema d'equacions
{\displaystyle \left\{{\begin{aligned}x+y+2z&=3\\x+y+z&=1\\2x+2y+2z&=2.\end{aligned}}\right.}
La matriu de coeficients és
{\displaystyle A={\begin{pmatrix}1&1&2\\1&1&1\\2&2&2\\\end{pmatrix}},}
i la matriu augmentada és
{\displaystyle (A|B)=\left({\begin{array}{ccc|c}1&1&2&3\\1&1&1&1\\2&2&2&2\end{array}}\right).}
Com que totes dues tenen rang 2, existeix almenys una solució; i com que el seu rang és menor que el nombre d'incògnites, que són 3, llavors existeix un nombre infinit de solucions, de la forma (x, -x-1, 2) per a qualsevol x.
Com a un altre exemple, consideri's el sistema
{\displaystyle \left\{{\begin{aligned}x+y+2z&=3\\x+y+z&=1\\2x+2y+2z&=5.\end{aligned}}\right.}
La matriu de coeficients és
{\displaystyle A={\begin{pmatrix}1&1&2\\1&1&1\\2&2&2\\\end{pmatrix}},}
i la matriu ampliada és
{\displaystyle (A|B)=\left({\begin{array}{ccc|c}1&1&2&3\\1&1&1&1\\2&2&2&5\end{array}}\right).}
En aquest exemple, la matriu de coeficients té rang 2, mentre que la matriu ampliada té rang 3; així doncs, aquest sistema d'equacions no té cap solució.

## Solució d'un sistema lineal
En el camp de l'àlgebra lineal, es pot utilitzar una matriu ampliada per representar els coeficients i el vector solució de cada conjunt d'equacions. Per al sistema d'equacions
{\displaystyle \left\{{\begin{aligned}x+2y+3z&=0\\3x+4y+7z&=2\\6x+5y+9z&=11\end{aligned}}\right.}
els coeficients i els termes constants donen les matrius
{\displaystyle A={\begin{pmatrix}1&2&3\\3&4&7\\6&5&9\end{pmatrix}},\quad B={\begin{pmatrix}0\\2\\11\end{pmatrix}},}
i, per tant, la matriu ampliada és
{\displaystyle (A|B)=\left({\begin{array}{ccc|c}1&2&3&0\\3&4&7&2\\6&5&9&11\end{array}}\right).}
Cal notar que el rang de la matriu de coeficients, que és 3, és igual al rang de la matriu ampliada, de tal manera que existeix almenys una solució. Com que, a més, aquest rang és igual al nombre d'incògnites, llavors existeix exactament una solució.
Per obtenir la solució, es poden realitzar operacions de fila sobre la matriu ampliada fins a obtenir la matriu identitat en la part esquerra, la qual cosa resulta en
{\displaystyle \left({\begin{array}{ccc|c}1&0&0&4\\0&1&0&1\\0&0&1&-2\\\end{array}}\right),}
i per tant la solució del sistema és (x, y, z) = (4, 1, -2).